# Palmyra (Wisconsin)
Palmyra és una població dels Estats Units a l'estat de Wisconsin. Segons el cens del 2000 tenia 1.766 habitants.

## Demografia
Segons el cens del 2000, Palmyra tenia 1.766 habitants, 689 habitatges, i 476 famílies. La densitat de població era de 563,5 habitants per km².
Dels 689 habitatges en un 35,6% hi vivien nens de menys de 18 anys, en un 53,8% hi vivien parelles casades, en un 10,6% dones solteres, i en un 30,9% no eren unitats familiars. En el 24,5% dels habitatges hi vivien persones soles el 10,3% de les quals corresponia a persones de 65 anys o més que vivien soles. El nombre mitjà de persones vivint en cada habitatge era de 2,56 i el nombre mitjà de persones que vivien en cada família era de 3,03.
Per edats la població es repartia de la següent manera: un 27,1% tenia menys de 18 anys, un 8,3% entre 18 i 24, un 32,7% entre 25 i 44, un 20,5% de 45 a 60 i un 11,5% 65 anys o més.
L'edat mediana era de 35 anys. Per cada 100 dones de 18 o més anys hi havia 95,7 homes.
La renda mediana per habitatge era de 45.521 $ i la renda mediana per família de 50.192 $. Els homes tenien una renda mediana de 37.150 $ mentre que les dones 24.950 $. La renda per capita de la població era de 19.849 $. Aproximadament el 3,4% de les famílies i el 5,4% de la població estaven per davall del llindar de pobresa.

## Poblacions més properes
El següent diagrama mostra les poblacions més properes.